# Xã của tỉnh Val-de-Marne
Đây là danh sách 47 xã của tỉnh Val-de-Marne ở Pháp.

(CAS) Communauté d'agglomération Haut Val de Marne, created in 2001.

(CAN) Communauté d'agglomération Nogent-Le Perreux, created in 2000.

(CAC) Communauté d'agglomération Plaine Centrale du Val de Marne, created in 2001.

(CAV) Communauté d'agglomération Val de Bièvre, created in 2000.

| Mã INSEE | Mã bưu chính | Xã                           |
| -------- | ------------ | ---------------------------- |
| 94001    | 94480        | Ablon-sur-Seine              |
| 94002    | 94140        | Alfortville (CAC)            |
| 94003    | 94110        | Arcueil (CAV)                |
| 94004    | 94470        | Boissy-Saint-Léger (CAS)     |
| 94011    | 94380        | Bonneuil-sur-Marne           |
| 94015    | 94360        | Bry-sur-Marne                |
| 94016    | 94230        | Cachan (CAV)                 |
| 94017    | 94500        | Champigny-sur-Marne          |
| 94018    | 94220        | Charenton-le-Pont            |
| 94019    | 94430        | Chennevières-sur-Marne (CAS) |
| 94021    | 94550        | Chevilly-Larue               |
| 94022    | 94600        | Choisy-le-Roi                |
| 94028    | 94000        | Créteil (CAC)                |
| 94033    | 94120        | Fontenay-sous-Bois           |
| 94034    | 94260        | Fresnes (CAV)                |
| 94037    | 94250        | Gentilly (CAV)               |
| 94038    | 94240        | L'Haÿ-les-Roses (CAV)        |
| 94041    | 94200        | Ivry-sur-Seine               |
| 94042    | 94340        | Joinville-le-Pont            |
| 94043    | 94270        | Le Kremlin-Bicêtre (CAV)     |
| 94044    | 94450        | Limeil-Brévannes (CAC)       |
| 94046    | 94700        | Maisons-Alfort               |
| 94047    | 94520        | Mandres-les-Roses            |
| 94048    | 94440        | Marolles-en-Brie             |

| Mã INSEE | Mã bưu chính | Xã                         |
| -------- | ------------ | -------------------------- |
| 94052    | 94130        | Nogent-sur-Marne (CAN)     |
| 94053    | 94880        | Noiseau (CAS)              |
| 94054    | 94310        | Orly                       |
| 94055    | 94490        | Ormesson-sur-Marne (CAS)   |
| 94056    | 94520        | Périgny                    |
| 94058    | 94170        | Le Perreux-sur-Marne (CAN) |
| 94059    | 94420        | Le Plessis-Trévise (CAS)   |
| 94060    | 94510        | La Queue-en-Brie (CAS)     |
| 94065    | 94150        | Rungis                     |
| 94067    | 94160        | Saint-Mandé                |
| 94068    | 94100        | Saint-Maur-des-Fossés      |
| 94069    | 94410        | Saint-Maurice              |
| 94070    | 94440        | Santeny                    |
| 94071    | 94370        | Sucy-en-Brie (CAS)         |
| 94073    | 94320        | Thiais                     |
| 94074    | 94460        | Valenton                   |
| 94075    | 94440        | Villecresnes               |
| 94076    | 94800        | Villejuif (CAV)            |
| 94077    | 94290        | Villeneuve-le-Roi          |
| 94078    | 94190        | Villeneuve-Saint-Georges   |
| 94079    | 94350        | Villiers-sur-Marne         |
| 94080    | 94300        | Vincennes                  |
| 94081    | 94400        | Vitry-sur-Seine            |